# Adama Ouedraogo
Adama Ouedraogo (n. Yopougon, 3 de abril de 1987) es un nadador de estilo libre burkinés.

## Biografía
Hizo su primera aparición en los Juegos Olímpicos de Londres 2012, nadando en la prueba de 50 m libre. Nadó en la tercera serie, y quedó segundo de la misma con un tiempo de 25.26, insuficiente para pasar a las semifinales al quedar en la posición 41 en el sumario total.